# Campionatul Mondial de Handbal Feminin din 2021
Campionatul Mondial de Handbal Feminin din 2021 a fost a XXV-a ediție a turneului organizat de Federația Internațională de Handbal (IHF) și a avut loc între 2 și 19 decembrie 2021, în Spania. Aceasta a primit statutul de țară gazdă pe 28 ianuarie 2017. Pe 18 octombrie 2018, la sfârșitul unui congres desfășurat la Doha, în Qatar, Federația Internațională de Handbal a anunțat că, începând cu ediția din 2021, turneul final al Campionatului Mondial va fi extins la 32 de echipe, față de 24 anterior.

## Procesul de selecție
Spania și Ungaria au concurat pentru dreptul de a organiza Campionatul Mondial de Handbal Feminin din 2021. Federația Internațională a hotărât ca votul pentru selectarea țării care va găzdui competiția să aibă loc în timpul Campionatului Masculin din 2017, în cursul unei întruniri a Consiliului IHF desfășurate la Paris, în Franța, pe 28 ianuarie 2017.
Cele două țări concurente au propus ca gazde ale competiției următoarele orașe și săli:
| SPANIA                | SPANIA                                | SPANIA     |
| Oraș gazdă            | Sală                                  | Capacitate |
| --------------------- | ------------------------------------- | ---------- |
| Barcelona             | Nou Palau Blaugrana                   | 12.000     |
| Granollers            | Palau d'Esports de Granollers         | 5.200      |
| Tarragona             | Palacio de Deportes de Tarragona      | 5.000      |
| Lleida                | Pavelló Barris Nord                   | 5.500      |
| Castellón de la Plana | Pavelló Ciutat de Castelló            | 5.200      |
| Badalona              | Palau Municipal d'Esports de Badalona | 12.500     |
| UNGARIA               |                                       |            |
| Oraș gazdă            | Sală                                  | Capacitate |
| Veszprém              | Veszprém Aréna                        | 8.000      |
| Győr                  | Audi Aréna                            | 5.500      |
| Szeged                | Sala Sporturilor din Szeged           | 8.000      |
| Budapesta             | Sala Sporturilor László Papp          | 12.000     |
| Debrețin              | Sala Főnix                            | 6.000      |
| Tatabánya             | Sala Sporturilor din Tatabánya        | 6.000      |

Președintele Federației Regale Spaniole de Handbal a confirmat sprijinul absolut al Comitetului Olimpic Spaniol, al guvernului și comunității de handbal spaniole pentru candidatura acestei țări. Guvernul Spaniei a garantat adoptarea tuturor măsurilor necesare pentru desfășurarea în cele mai sigure condiții a acestui eveniment sportiv, o atenție specială fiind acordată infrastructurii cheie pentru diversele etape ale competiției și pentru operațiunile desfășurate în timpul acesteia de IHF, de subsidiarele federației și de delegațiile din țările participante.
Dreptul de organizare a Campionatului Mondial de Handbal Feminin din 2021 a fost acordat Spaniei, prin votul secret al membrilor Consiliului IHF.

## Sălile
Campionatul mondial din 2021 s-a desfășurat în patru săli din patru orașe gazdă:
| Granollers                                             | Llíria                                                         |
| ------------------------------------------------------ | -------------------------------------------------------------- |
| Palau d'Esports de Granollers Capacitate: 5.500 locuri | Poliesportiu Pla de L'Arc Capacitate: 5.000 locuri             |
|                                                        |                                                                |
| CastellónGranollersLlíriaTorrevieja                    |                                                                |
| Castelló                                               | Torrevieja                                                     |
| Pabellón Ciutat de Castelló Capacitate: 5.260 locuri   | Palacio de los Deportes de Torrevieja Capacitate: 3.300 locuri |
|                                                        |                                                                |

## Turneele de calificare
| Competiția                                       | Data                   | Locurile disponibile | Calificate |
| ------------------------------------------------ | ---------------------- | -------------------- | --- |
| Țara gazdă                                       | 28 ianuarie 2017       | 1                    | Spania |
| Campioana mondială                               | 30 nov. – 15 dec. 2019 | 1                    | Țările de Jos                                                                                                   |
| Campionatul European de Handbal Feminin din 2020 | 3–20 decembrie 2020    | 4                    | Norvegia · Franța · Danemarca · Croația                                                                         |
| Campionatul African de Handbal Feminin din 2021  | 8–18 iunie 2021        | 4                    | Angola · Tunisia · Camerun · Congo                                                                              |
| Campionatul Asiatic de Handbal Feminin din 2021  | 15–25 septembrie 2021  | 5                    | Iran · Japonia · Kazahstan · Coreea de Sud · Uzbekistan                                                         |
| Meciurile de baraj europene                      | 19 martie 2021 – 2021  | 10                   | Austria · Cehia · Germania · Muntenegru · România · Fed. Rusă de Handbal · Serbia · Slovenia · Suedia · Ungaria |
| Campionatul Central și Sud-American din 2021     | 5–9 octombrie 2021     | 3                    | Argentina · Brazilia · Paraguay                                                                                 |
| Campionatul Nord-American și Caraibian din 2021  | 22–25 august 2021      | 1                    | Puerto Rico |
| Oceania                                          | 8 august 2021          | 0                    | |
| Wildcard                                         | 8 august 2021          | 2                    | Slovacia · Polonia                                                                                              |
| Wildcard                                         | 23 septembrie 2021     | 1                    | China |

^1. În iulie 2016, Agenția Mondială Antidoping a publicat rezultatele unei investigații independente, care a concluzionat că Rusia a organizat și sponsorizat un program național de dopaj al atleților ruși cu scopul creșterii performanțelor sportive. Pe 9 decembrie 2019, Agenția Mondială Antidoping a votat în unanimitate excluderea Rusiei pe o perioadă de patru ani din toate competițiile sportive internaționale majore. Pe 17 decembrie 2020, ca urmare a unui apel introdus de statul rus, Curtea de Arbitraj Sportiv de la Lausanne a redus interdicția la doi ani. De asemenea, decizia a permis atleților ruși să concureze în competițiile internaționale, cu condiția ca ei personal să nu fie subiectul unei suspendări impuse de o „autoritate competentă”, iar pe echipamentele lor să nu fie afișat drapelul Federației Ruse. De asemenea, decizia a interzis intonarea imnului național al Rusiei în toate momentele competițiilor oficiale. Precum echipa masculină, echipa feminină a Rusiei a participat la Campionatul Mondial sub titulatura Federației Ruse de Handbal.
^2. Începând din 2018, unele țări din Oceania (Australia și Noua Zeelandă) participă în Campionatul Asiatic. Dacă una din ele termină pe unul din primele cinci locuri, ea se califică la Campionatul Mondial. Dacă nu, în schimbul locului respectiv se acordă un wild card.

^3. Deoarece Oceania nu a înregistrat nici o echipă pentru Campionatul Asiatic din 2021, Consiliul IHF a acordat două wild card-uri federațiilor de handbal din Polonia și Slovacia, ale căror echipe au participat astfel la Campionatul Mondial din 2021.
^4. Deoarece turneul asiatic s-a jucat cu doar 11 echipe în loc de 12, doar cinci echipe s-au calificat la Campionatul Mondial, iar un wild card a fost acordat Chinei.

## Echipele calificate
| Țara                 | Calificată ca                                                   | Data obținerii calificării | Apariții anterioare în competiție1, 2 |
| -------------------- | --------------------------------------------------------------- | -------------------------- | --- |
| Spania               | Gazdă                                                           | 28 ianuarie 2017           | 9 (1990, 2001, 2003, 2007, 2009, 2011, 2013, 2015, 2017, 2019)                                                                                      |
| Țările de Jos        | Campioana Mondială                                              | 15 decembrie 2019          | 12 (1971, 1973, 1978, 1986, 1999, 2001, 2005, 2011, 2013, 2015, 2017, 2019)                                                                         |
| Norvegia             | Semifinalistă a Campionatului European din 2020                 | 12 decembrie 2020          | 20 (1971, 1973, 1975, 1982, 1986, 1990, 1993, 1995, 1997, 1999, 2001, 2003, 2005, 2007, 2009, 2011, 2013, 2015, 2017, 2019)                         |
| Franța               | Semifinalistă a Campionatului European din 2020                 | 15 decembrie 2020          | 14 (1986, 1990, 1997, 1999, 2001, 2003, 2005, 2007, 2009, 2011, 2013, 2015, 2017, 2019)                                                             |
| Croația              | Semifinalistă a Campionatului European din 2020                 | 15 decembrie 2020          | 6 (1995, 1997, 2003, 2005, 2007, 2011) |
| Danemarca            | Semifinalistă a Campionatului European din 2020                 | 15 decembrie 2020          | 21 (1957, 1962, 1965, 1971, 1973, 1975, 1990, 1993, 1995, 1997, 1999, 2001, 2003, 2005, 2009, 2011, 2013, 2015, 2017, 2019)                         |
| Ungaria              | Câștigătoare ale meciurilor de baraj                            | 18 aprilie 2021            | 22 (1957, 1962, 1965, 1971, 1973, 1975, 1978, 1982, 1986, 1993, 1995, 1997, 1999, 2001, 2003, 2005, 2007, 2009, 2013, 2015, 2017, 2019)             |
| Muntenegru           | Câștigătoare ale meciurilor de baraj                            | 20 aprilie 2021            | 5 (2011, 2013, 2015, 2017, 2019) |
| Germania             | Câștigătoare ale meciurilor de baraj                            | 20 aprilie 2021            | 12 (1993, 1995, 1997, 1999, 2003, 2005, 2007, 2009, 2011, 2013, 2015, 2017, 2019)                                                                   |
| Austria              | Câștigătoare ale meciurilor de baraj                            | 20 aprilie 2021            | 12 (1957, 1986, 1990, 1993, 1995, 1997, 1999, 2001, 2003, 2005, 2007, 2009)                                                                         |
| Fed. Rusă de Handbal | Câștigătoare ale meciurilor de baraj                            | 20 aprilie 2021            | 13 (1993, 1995, 1997, 1999, 2001, 2003, 2005, 2007, 2009, 2011, 2015, 2017, 2019)                                                                   |
| Cehia                | Câștigătoare ale meciurilor de baraj                            | 20 aprilie 2021            | 6 (1995, 1997, 1999, 2003, 2013, 2017) |
| România              | Câștigătoare ale meciurilor de baraj                            | 21 aprilie 2021            | 24 (1957, 1962, 1965, 1971, 1973, 1975, 1978, 1982, 1986, 1990, 1993, 1995, 1997, 1999, 2001, 2003, 2005, 2007, 2009, 2011, 2013, 2015, 2017, 2019) |
| Serbia               | Câștigătoare ale meciurilor de baraj                            | 21 aprilie 2021            | 6 (2001, 2003, 2013, 2015, 2017, 2019) |
| Slovenia             | Câștigătoare ale meciurilor de baraj                            | 21 aprilie 2021            | 6 (1997, 2001, 2003, 2005, 2017, 2019) |
| Suedia               | Câștigătoare ale meciurilor de baraj                            | 21 aprilie 2021            | 10 (1957, 1990, 1993, 1995, 2001, 2009, 2011, 2015, 2017, 2019)                                                                                     |
| Angola               | Semifinalistă a Campionatului African din 2021                  | 15 iunie 2021              | 15 (1990, 1993, 1995, 1997, 1999, 2001, 2003, 2005, 2007, 2009, 2011, 2013, 2015, 2017, 2019)                                                       |
| Tunisia              | Semifinalistă a Campionatului African din 2021                  | 15 iunie 2021              | 9 (1975, 2001, 2003, 2007, 2009, 2011, 2013, 2015, 2017)                                                                                            |
| Camerun              | Semifinalistă a Campionatului African din 2021                  | 15 iunie 2021              | 2 (2005, 2017) |
| Congo                | Semifinalistă a Campionatului African din 2021                  | 15 iunie 2021              | 5 (1982, 1999, 2001, 2007, 2009) |
| Puerto Rico          | Finalistă a Campionatului Nord-American și Caraibian din 2021   | 25 august 2021             | 1 (2015) |
| Slovacia             | Wild Card                                                       | 8 august 2021              | 1 (1995) |
| Polonia              | Wild Card                                                       | 8 august 2021              | 16 (1957, 1962, 1965, 1973, 1975, 1978, 1986, 1990, 1993, 1997, 1999, 2005, 2007, 2013, 2015, 2017)                                                 |
| Kazahstan            | Locurile 1–5 de la Campionatul Asiatic din 2021                 | 19 septembrie 2021         | 5 (2007, 2009, 2011, 2015, 2019) |
| Coreea de Sud        | Locurile 1–5 de la Campionatul Asiatic din 2021                 | 19 septembrie 2021         | 18 (1978, 1982, 1986, 1990, 1993, 1995, 1997, 1999, 2001, 2003, 2005, 2007, 2009, 2011, 2013, 2015, 2017, 2019)                                     |
| Iran                 | Locurile 1–5 de la Campionatul Asiatic din 2021                 | 21 septembrie 2021         | 0 (Debut) |
| Japonia              | Locurile 1–5 de la Campionatul Asiatic din 2021                 | 21 septembrie 2021         | 19 (1962, 1965, 1971, 1973, 1975, 1986, 1995, 1997, 1999, 2001, 2003, 2005, 2007, 2009, 2011, 2013, 2015, 2017, 2019)                               |
| Uzbekistan           | Locurile 1–5 de la Campionatul Asiatic din 2021                 | 25 septembrie 2021         | 1 (1997) |
| China                | Wild card                                                       | 23 septembrie 2021         | 16 (1986, 1990, 1993, 1995, 1997, 1999, 2001, 2003, 2005, 2007, 2009, 2011, 2013, 2015, 2017, 2019)                                                 |
| Argentina            | Locurile 1–3 de la Campionatul Central și Sud-American din 2021 | 7 octombrie 2021           | 10 (1999, 2001, 2005, 2007, 2009, 2011, 2013, 2015, 2017, 2019)                                                                                     |
| Brazilia             | Locurile 1–3 de la Campionatul Central și Sud-American din 2021 | 7 octombrie 2021           | 13 (1995, 1997, 1999, 2001, 2003, 2005, 2007, 2009, 2011, 2013, 2015, 2017, 2019)                                                                   |
| Paraguay             | Locurile 1–3 de la Campionatul Central și Sud-American din 2021 | 9 octombrie 2021           | 3 (2007, 2013, 2017) |

1 Bold indică echipa campioană din acel an
2 Italic indică echipa gazdă din acel an

## Tragerea la sorți
Tragerea la sorți pentru distribuția în grupe a avut loc la Castellón, Spania, pe 12 august 2021, de la ora 21:30.

### Distribuția în urnele valorice
Distribuția în urnele valorice a fost anunțată pe 8 august 2021. În calitate de țară organizatoare, Spania a primit dreptul de a-și alege grupa în care să joace.
| Urna 1                                                                                               | Urna a 2-a                                                                             | Urna a 3-a                                                                            | Urna a 4-a                                                                     |
| --- | -------------------------------------------------------------------------------------- | ------------------------------------------------------------------------------------- | ------------------------------------------------------------------------------ |
| - Țările de Jos - Norvegia - Spania - Franța - Croația - Danemarca - Fed. Rusă de Handbal - Germania | - Muntenegru - Ungaria - Suedia - Coreea de Sud - Japonia - România - Serbia - Austria | - Angola - Brazilia - Argentina - Camerun - Cehia - Tunisia - Puerto Rico - Kazahstan | - Iran - Slovacia - Slovenia - Uzbekistan - China - Congo - Paraguay - Polonia |

## Arbitrii
18 perechi de arbitri au fost anunțate pe 12 octombrie 2021.
| Arbitri               | Arbitri                         |
| --------------------- | ------------------------------- |
| Algeria               | Yousef Belkhiri Sid Ali Hamidi  |
| Argentina             | María Paolantoni Mariana García |
| Bosnia și Herțegovina | Amar Konjičanin Dino Konjičanin |
| Croația               | Davor Lončar Zoran Lončar       |
| Danemarca             | Karina Christiansen Line Hansen |
| Egipt                 | Yasmina El-Saied Heidy El-Saied |
| Franța                | Karim Gasmi Raouf Gasmi         |
| Germania              | Maike Merz Tanja Kuttler        |
| Republica Moldova     | Alexei Covalciuc Igor Covalciuc |

| Arbitri       | Arbitri                             |
| ------------- | ----------------------------------- |
| Muntenegru    | Novica Mitrović Miljan Vešović      |
| Portugalia    | Marta Sá Vânia Sá                   |
| România       | Cristina Năstase Simona Stancu      |
| Rusia         | Viktoria Alpaidze Tatiana Berezkina |
| Serbia        | Marko Sekulić Vladimir Jovandić     |
| Coreea de Sud | Koo Bo-ok Lee Se-ok                 |
| Spania        | Javier Álvarez Ion Bustamante       |
| Tunisia       | Samir Krichen Samir Makhlouf        |
| Turcia        | Kürșad Erdoğan İbrahim Özdeniz      |

## Grupele preliminare
În urma tragerii la sorți au rezultat următoarele grupe preliminare.
Calendarul de mai jos respectă Ora Europei Centrale (UTC+1).

### Grupa A
| Loc | Echipa     | MJ | V | E | Î | GM | GP | DG  | Pct | Calificare         |
| --- | ---------- | -- | - | - | - | -- | -- | --- | --- | ------------------ |
| 1   | Franța     | 3  | 3 | 0 | 0 | 83 | 57 | +26 | 6   | Grupele principale |
| 2   | Slovenia   | 3  | 1 | 1 | 1 | 71 | 72 | −1  | 3   | Grupele principale |
| 3   | Muntenegru | 3  | 1 | 0 | 2 | 67 | 72 | −5  | 2   | Grupele principale |
| 4   | Angola     | 3  | 0 | 1 | 2 | 65 | 85 | −20 | 1   | Cupa Președintelui |

| 3 decembrie 2021 18:00 | Franța           | 30 – 20 | Angola     | Palau d'Esports de Granollers, Granollers Asistență: 791 Arbitri: Lončar, Lončar |
| 3 decembrie 2021 18:00 | Foppa, Granier 4 | (13–9)  | Venâncio 5 | Palau d'Esports de Granollers, Granollers Asistență: 791 Arbitri: Lončar, Lončar |
| 3 decembrie 2021 18:00 | 4×               | Raport  | 7× 1×      | Palau d'Esports de Granollers, Granollers Asistență: 791 Arbitri: Lončar, Lončar |

| 3 decembrie 2021 20:30 | Muntenegru  | 18 – 28 | Slovenia | Palau d'Esports de Granollers, Granollers Asistență: 1.007 Arbitri: Álvarez, Bustamante |
| 3 decembrie 2021 20:30 | Radičević 7 | (8–16)  | Gros 6   | Palau d'Esports de Granollers, Granollers Asistență: 1.007 Arbitri: Álvarez, Bustamante |
| 3 decembrie 2021 20:30 | 4× 1×       | Raport  | 5×       | Palau d'Esports de Granollers, Granollers Asistență: 1.007 Arbitri: Álvarez, Bustamante |

| 5 decembrie 2021 18:00 | Slovenia  | 18 – 29 | Franța      | Palau d'Esports de Granollers, Granollers Asistență: 1.211 Arbitri: Sá, Sá |
| 5 decembrie 2021 18:00 | Varagić 6 | (8–13)  | Nze Minko 6 | Palau d'Esports de Granollers, Granollers Asistență: 1.211 Arbitri: Sá, Sá |
| 5 decembrie 2021 18:00 | 5× 1×     | Raport  | 3× 1×       | Palau d'Esports de Granollers, Granollers Asistență: 1.211 Arbitri: Sá, Sá |

| 5 decembrie 2021 20:30 | Muntenegru   | 30 – 20 | Angola   | Palau d'Esports de Granollers, Granollers Asistență: 1.310 Arbitri: García, Paolantoni |
| 5 decembrie 2021 20:30 | Radičević 12 | (11–9)  | Guialo 6 | Palau d'Esports de Granollers, Granollers Asistență: 1.310 Arbitri: García, Paolantoni |
| 5 decembrie 2021 20:30 | 2× 1×        | Raport  | 2× 1×    | Palau d'Esports de Granollers, Granollers Asistență: 1.310 Arbitri: García, Paolantoni |

| 7 decembrie 2021 18:00 | Angola    | 25 – 25 | Slovenia | Palau d'Esports de Granollers, Granollers Asistență: 1.450 Arbitri: Stancu, Lovin |
| 7 decembrie 2021 18:00 | Kassoma 6 | (11–12) | Gros 12  | Palau d'Esports de Granollers, Granollers Asistență: 1.450 Arbitri: Stancu, Lovin |
| 7 decembrie 2021 18:00 | 2×        | Raport  | 2× 1×    | Palau d'Esports de Granollers, Granollers Asistență: 1.450 Arbitri: Stancu, Lovin |

| 7 decembrie 2021 20:30 | Franța      | 24 – 19 | Muntenegru  | Palau d'Esports de Granollers, Granollers Asistență: 2.481 Arbitri: Belkhiri, Hamidi |
| 7 decembrie 2021 20:30 | Lassource 6 | (11–7)  | Radičević 7 | Palau d'Esports de Granollers, Granollers Asistență: 2.481 Arbitri: Belkhiri, Hamidi |
| 7 decembrie 2021 20:30 | 2×          | Raport  | 4× 1×       | Palau d'Esports de Granollers, Granollers Asistență: 2.481 Arbitri: Belkhiri, Hamidi |

### Grupa B
| Loc | Echipa                    | MJ | V | E | Î | GM | GP  | DG  | Pct | Calificare         |
| --- | ------------------------- | -- | - | - | - | -- | --- | --- | --- | ------------------ |
| 1   | Federația Rusă de Handbal | 3  | 3 | 0 | 0 | 98 | 63  | +35 | 6   | Grupele principale |
| 2   | Serbia                    | 3  | 2 | 0 | 1 | 90 | 71  | +19 | 4   | Grupele principale |
| 3   | Polonia                   | 3  | 1 | 0 | 2 | 77 | 70  | +7  | 2   | Grupele principale |
| 4   | Camerun                   | 3  | 0 | 0 | 3 | 55 | 116 | −61 | 0   | Cupa Președintelui |

| 3 decembrie 2021 18:00 | Federația Rusă de Handbal | 40 – 18 | Camerun | Poliesportiu Pla de L'Arc, Llíria Asistență: 690 Arbitri: Koo, Lee |
| 3 decembrie 2021 18:00 | Markova 6                 | (17–10) | Ekoh 4  | Poliesportiu Pla de L'Arc, Llíria Asistență: 690 Arbitri: Koo, Lee |
| 3 decembrie 2021 18:00 | 3×                        | Raport  | 3×      | Poliesportiu Pla de L'Arc, Llíria Asistență: 690 Arbitri: Koo, Lee |

| 3 decembrie 2021 20:30 | Serbia       | 25 – 21 | Polonia  | Poliesportiu Pla de L'Arc, Llíria Asistență: 1.067 Arbitri: Gasmi, Gasmi |
| 3 decembrie 2021 20:30 | Janjušević 7 | (16–13) | Rosiak 6 | Poliesportiu Pla de L'Arc, Llíria Asistență: 1.067 Arbitri: Gasmi, Gasmi |
| 3 decembrie 2021 20:30 | 4× 1×        | Raport  | 4× 2×    | Poliesportiu Pla de L'Arc, Llíria Asistență: 1.067 Arbitri: Gasmi, Gasmi |

| 5 decembrie 2021 18:00 | Polonia  | 23 – 26 | Federația Rusă de Handbal | Poliesportiu Pla de L'Arc, Llíria Asistență: 1.166 Arbitri: Christiansen, Hansen |
| 5 decembrie 2021 18:00 | Rosiak 8 | (10–16) | Ilina 8                   | Poliesportiu Pla de L'Arc, Llíria Asistență: 1.166 Arbitri: Christiansen, Hansen |
| 5 decembrie 2021 18:00 | 2×       | Raport  | 3× 1×                     | Poliesportiu Pla de L'Arc, Llíria Asistență: 1.166 Arbitri: Christiansen, Hansen |

| 5 decembrie 2021 20:30 | Serbia     | 43 – 18 | Camerun | Poliesportiu Pla de L'Arc, Llíria Asistență: 1.086 Arbitri: Belkhiri, Hamidi |
| 5 decembrie 2021 20:30 | M.Agbaba 7 | (19–9)  | Ekoh 7  | Poliesportiu Pla de L'Arc, Llíria Asistență: 1.086 Arbitri: Belkhiri, Hamidi |
| 5 decembrie 2021 20:30 | 1×         | Raport  | 6× 1×   | Poliesportiu Pla de L'Arc, Llíria Asistență: 1.086 Arbitri: Belkhiri, Hamidi |

| 7 decembrie 2021 18:00 | Camerun | 19 – 33 | Polonia  | Poliesportiu Pla de L'Arc, Llíria Asistență: 1.179 Arbitri: Sá, Sá |
| 7 decembrie 2021 18:00 | Ekoh 9  | (7–16)  | Roszak 9 | Poliesportiu Pla de L'Arc, Llíria Asistență: 1.179 Arbitri: Sá, Sá |
| 7 decembrie 2021 18:00 | 6×      | Raport  | 4×       | Poliesportiu Pla de L'Arc, Llíria Asistență: 1.179 Arbitri: Sá, Sá |

| 7 decembrie 2021 20:30 | Federația Rusă de Handbal | 32 – 21 | Serbia                   | Poliesportiu Pla de L'Arc, Llíria Asistență: 1.500 Arbitri: Kuttler, Merz |
| 7 decembrie 2021 20:30 | Managarova 7              | (15–9)  | Radojević, Stoiljković 4 | Poliesportiu Pla de L'Arc, Llíria Asistență: 1.500 Arbitri: Kuttler, Merz |
| 7 decembrie 2021 20:30 | 3×                        | Raport  | 4× 2×                    | Poliesportiu Pla de L'Arc, Llíria Asistență: 1.500 Arbitri: Kuttler, Merz |

### Grupa C
| Loc | Echipa    | MJ | V | E | Î | GM  | GP  | DG  | Pct | Calificare         |
| --- | --------- | -- | - | - | - | --- | --- | --- | --- | ------------------ |
| 1   | Norvegia  | 3  | 3 | 0 | 0 | 120 | 49  | +71 | 6   | Grupele principale |
| 2   | România   | 3  | 2 | 0 | 1 | 99  | 61  | +38 | 4   | Grupele principale |
| 3   | Kazahstan | 3  | 1 | 0 | 2 | 66  | 109 | −43 | 2   | Grupele principale |
| 4   | Iran      | 3  | 0 | 0 | 3 | 45  | 111 | −66 | 0   | Cupa Președintelui |

| 3 decembrie 2021 18:00 | România        | 39 – 11 | Iran          | Pabellón Ciutat de Castelló, Castelló Asistență: 600 Arbitri: Alpaidze, Berezkina |
| 3 decembrie 2021 18:00 | Dincă, Laslo 6 | (20–3)  | Vatanparast 6 | Pabellón Ciutat de Castelló, Castelló Asistență: 600 Arbitri: Alpaidze, Berezkina |
| 3 decembrie 2021 18:00 | 1×             | Raport  | 2× 1×         | Pabellón Ciutat de Castelló, Castelló Asistență: 600 Arbitri: Alpaidze, Berezkina |

| 3 decembrie 2021 20:30 | Norvegia | 46 – 18 | Kazahstan     | Pabellón Ciutat de Castelló, Castelló Asistență: 900 Arbitri: Erdoğan, Özdeniz |
| 3 decembrie 2021 20:30 | Hovden 7 | (24–10) | Alexandrova 7 | Pabellón Ciutat de Castelló, Castelló Asistență: 900 Arbitri: Erdoğan, Özdeniz |
| 3 decembrie 2021 20:30 | 3× 1×    | Raport  |               | Pabellón Ciutat de Castelló, Castelló Asistență: 900 Arbitri: Erdoğan, Özdeniz |

| 5 decembrie 2021 18:00 | România | 38 – 17 | Kazahstan     | Pabellón Ciutat de Castelló, Castelló Asistență: 1.200 Arbitri: El-Saied, El-Saied |
| 5 decembrie 2021 18:00 | Moisă 6 | (14–9)  | Alexandrova 8 | Pabellón Ciutat de Castelló, Castelló Asistență: 1.200 Arbitri: El-Saied, El-Saied |
| 5 decembrie 2021 18:00 | 3×      | Raport  | 1×            | Pabellón Ciutat de Castelló, Castelló Asistență: 1.200 Arbitri: El-Saied, El-Saied |

| 5 decembrie 2021 20:30 | Iran                      | 9 – 41 | Norvegia   | Pabellón Ciutat de Castelló, Castelló Asistență: 850 Arbitri: Konjičanin, Konjičanin |
| 5 decembrie 2021 20:30 | Abbasi, Bapiri, Norouzi 2 | (3–22) | Jacobsen 7 | Pabellón Ciutat de Castelló, Castelló Asistență: 850 Arbitri: Konjičanin, Konjičanin |
| 5 decembrie 2021 20:30 | 3×                        | Raport | 1×         | Pabellón Ciutat de Castelló, Castelló Asistență: 850 Arbitri: Konjičanin, Konjičanin |

| 7 decembrie 2021 18:00 | Kazahstan     | 31 – 25 | Iran        | Pabellón Ciutat de Castelló, Castelló Asistență: 1.400 Arbitri: García, Paolantoni |
| 7 decembrie 2021 18:00 | Alexandrova 8 | (14–10) | Kiyaniara 6 | Pabellón Ciutat de Castelló, Castelló Asistență: 1.400 Arbitri: García, Paolantoni |
| 7 decembrie 2021 18:00 | 6×            | Raport  | 4×          | Pabellón Ciutat de Castelló, Castelló Asistență: 1.400 Arbitri: García, Paolantoni |

| 7 decembrie 2021 20:30 | Norvegia   | 33 – 22 | România | Pabellón Ciutat de Castelló, Castelló Asistență: 3.200 Arbitri: Mitrović, Vešović |
| 7 decembrie 2021 20:30 | Brattset 7 | (17–11) | Laslo 6 | Pabellón Ciutat de Castelló, Castelló Asistență: 3.200 Arbitri: Mitrović, Vešović |
| 7 decembrie 2021 20:30 | 2×         | Raport  | 4× 2×   | Pabellón Ciutat de Castelló, Castelló Asistență: 3.200 Arbitri: Mitrović, Vešović |

### Grupa D
| Loc | Echipa        | MJ | V | E | Î | GM  | GP  | DG  | Pct | Calificare         |
| --- | ------------- | -- | - | - | - | --- | --- | --- | --- | ------------------ |
| 1   | Țările de Jos | 3  | 2 | 1 | 0 | 144 | 63  | +81 | 5   | Grupele principale |
| 2   | Suedia        | 3  | 2 | 1 | 0 | 125 | 56  | +69 | 5   | Grupele principale |
| 3   | Puerto Rico   | 3  | 1 | 0 | 2 | 55  | 127 | −72 | 2   | Grupele principale |
| 4   | Uzbekistan    | 3  | 0 | 0 | 3 | 56  | 134 | −78 | 0   | Cupa Președintelui |

| 3 decembrie 2021 18:00 | Țările de Jos              | 55 – 15 | Puerto Rico | Palacio de los Deportes, Torrevieja Asistență: 548 Arbitri: Covalciuc, Covalciuc |
| 3 decembrie 2021 18:00 | Van Wetering, Vollebregt 8 | (23–6)  | Ceballos 5  | Palacio de los Deportes, Torrevieja Asistență: 548 Arbitri: Covalciuc, Covalciuc |
| 3 decembrie 2021 18:00 | 1×                         | Raport  |             | Palacio de los Deportes, Torrevieja Asistență: 548 Arbitri: Covalciuc, Covalciuc |

| 3 decembrie 2021 20:30 | Suedia  | 46 – 15 | Uzbekistan                     | Palacio de los Deportes, Torrevieja Asistență: 1.138 Arbitri: Sekulić, Jovandić |
| 3 decembrie 2021 20:30 | Lerby 6 | (22–11) | Hudoikulova, Razakberghenova 3 | Palacio de los Deportes, Torrevieja Asistență: 1.138 Arbitri: Sekulić, Jovandić |
| 3 decembrie 2021 20:30 | 1×      | Raport  | 1×                             | Palacio de los Deportes, Torrevieja Asistență: 1.138 Arbitri: Sekulić, Jovandić |

| 5 decembrie 2021 15:30 | Suedia    | 48 – 10 | Puerto Rico | Palacio de los Deportes, Torrevieja Asistență: 907 Arbitri: Kuttler, Merz |
| 5 decembrie 2021 15:30 | Hagman 19 | (26–5)  | Ceballos 3  | Palacio de los Deportes, Torrevieja Asistență: 907 Arbitri: Kuttler, Merz |
| 5 decembrie 2021 15:30 | 4× 2× 1×  | Raport  | 5×          | Palacio de los Deportes, Torrevieja Asistență: 907 Arbitri: Kuttler, Merz |

| 5 decembrie 2021 18:00 | Uzbekistan                 | 17 – 58 | Țările de Jos  | Palacio de los Deportes, Torrevieja Asistență: 1.009 Arbitri: Mitrović, Vešović |
| 5 decembrie 2021 18:00 | Abdumannonova, Bahromova 4 | (10–28) | Bont, Nusser 7 | Palacio de los Deportes, Torrevieja Asistență: 1.009 Arbitri: Mitrović, Vešović |
| 5 decembrie 2021 18:00 | 4×                         | Raport  | 1×             | Palacio de los Deportes, Torrevieja Asistență: 1.009 Arbitri: Mitrović, Vešović |

| 7 decembrie 2021 18:00 | Puerto Rico | 30 – 24 | Uzbekistan     | Palacio de los Deportes, Torrevieja Asistență: 571 Arbitri: Krichen, Makhlouf |
| 7 decembrie 2021 18:00 | Ceballos 9  | (14–12) | Hudoikulova 10 | Palacio de los Deportes, Torrevieja Asistență: 571 Arbitri: Krichen, Makhlouf |
| 7 decembrie 2021 18:00 | 4× 2×       | Raport  | 2× 1×          | Palacio de los Deportes, Torrevieja Asistență: 571 Arbitri: Krichen, Makhlouf |

| 7 decembrie 2021 20:30 | Țările de Jos | 31 – 31 | Suedia    | Palacio de los Deportes, Torrevieja Asistență: 1.825 Arbitri: Konjičanin, Konjičanin |
| 7 decembrie 2021 20:30 | Bont 6        | (17–18) | Roberts 8 | Palacio de los Deportes, Torrevieja Asistență: 1.825 Arbitri: Konjičanin, Konjičanin |
| 7 decembrie 2021 20:30 | 3×            | Raport  | 3×        | Palacio de los Deportes, Torrevieja Asistență: 1.825 Arbitri: Konjičanin, Konjičanin |

### Grupa E
| Loc | Echipa   | MJ | V | E | Î | GM | GP | DG  | Pct | Calificare         |
| --- | -------- | -- | - | - | - | -- | -- | --- | --- | ------------------ |
| 1   | Germania | 3  | 3 | 0 | 0 | 92 | 67 | +25 | 6   | Grupele principale |
| 2   | Ungaria  | 3  | 2 | 0 | 1 | 91 | 83 | +8  | 4   | Grupele principale |
| 3   | Cehia    | 3  | 1 | 0 | 2 | 74 | 86 | −12 | 2   | Grupele principale |
| 4   | Slovacia | 3  | 0 | 0 | 3 | 74 | 95 | −21 | 0   | Cupa Președintelui |

| 2 decembrie 2021 18:00 | Germania             | 31 – 21 | Cehia                      | Poliesportiu Pla de L'Arc, Llíria Asistență: 375 Arbitri: Belkhiri, Hamidi |
| 2 decembrie 2021 18:00 | Grijseels, Maidhof 4 | (17–10) | Jeřábková, Malá, Zachová 4 | Poliesportiu Pla de L'Arc, Llíria Asistență: 375 Arbitri: Belkhiri, Hamidi |
| 2 decembrie 2021 18:00 | 3× 1×                | Raport  | 4× 1×                      | Poliesportiu Pla de L'Arc, Llíria Asistență: 375 Arbitri: Belkhiri, Hamidi |

| 2 decembrie 2021 20:30 | Ungaria          | 35 – 25 | Slovacia   | Poliesportiu Pla de L'Arc, Llíria Asistență: 448 Arbitri: Christiansen, Hansen |
| 2 decembrie 2021 20:30 | Háfra, Klujber 7 | (16–16) | Bíziková 8 | Poliesportiu Pla de L'Arc, Llíria Asistență: 448 Arbitri: Christiansen, Hansen |
| 2 decembrie 2021 20:30 | 2×               | Raport  | 3×         | Poliesportiu Pla de L'Arc, Llíria Asistență: 448 Arbitri: Christiansen, Hansen |

| 4 decembrie 2021 18:00 | Slovacia             | 22 – 36 | Germania    | Poliesportiu Pla de L'Arc, Llíria Asistență: 1.144 Arbitri: Koo, Lee |
| 4 decembrie 2021 18:00 | Bajčiová, Bíziková 4 | (12–17) | Grijseels 6 | Poliesportiu Pla de L'Arc, Llíria Asistență: 1.144 Arbitri: Koo, Lee |
| 4 decembrie 2021 18:00 | 3×                   | Raport  | 3×          | Poliesportiu Pla de L'Arc, Llíria Asistență: 1.144 Arbitri: Koo, Lee |

| 4 decembrie 2021 20:30 | Ungaria    | 32 – 29 | Cehia        | Poliesportiu Pla de L'Arc, Llíria Asistență: 1.145 Arbitri: Gasmi, Gasmi |
| 4 decembrie 2021 20:30 | Klujber 11 | (17–15) | Jeřábková 10 | Poliesportiu Pla de L'Arc, Llíria Asistență: 1.145 Arbitri: Gasmi, Gasmi |
| 4 decembrie 2021 20:30 | 7× 2×      | Raport  | 2×           | Poliesportiu Pla de L'Arc, Llíria Asistență: 1.145 Arbitri: Gasmi, Gasmi |

| 6 decembrie 2021 18:00 | Cehia   | 24 – 23 | Slovacia             | Poliesportiu Pla de L'Arc, Llíria Asistență: 1.294 Arbitri: Erdoğan, Özdeniz |
| 6 decembrie 2021 18:00 | Lancz 5 | (15–14) | Jeřábková, Zachová 4 | Poliesportiu Pla de L'Arc, Llíria Asistență: 1.294 Arbitri: Erdoğan, Özdeniz |
| 6 decembrie 2021 18:00 | 3× 1×   | Raport  | 2× 1×                | Poliesportiu Pla de L'Arc, Llíria Asistență: 1.294 Arbitri: Erdoğan, Özdeniz |

| 6 decembrie 2021 20:30 | Germania             | 25 – 24 | Ungaria  | Poliesportiu Pla de L'Arc, Llíria Asistență: 2.053 Arbitri: Álvarez, Bustamante |
| 6 decembrie 2021 20:30 | Maidhof, Schmelzer 5 | (14–9)  | Lukács 5 | Poliesportiu Pla de L'Arc, Llíria Asistență: 2.053 Arbitri: Álvarez, Bustamante |
| 6 decembrie 2021 20:30 | 3× 1×                | Raport  | 3×       | Poliesportiu Pla de L'Arc, Llíria Asistență: 2.053 Arbitri: Álvarez, Bustamante |

### Grupa F
| Loc | Echipa        | MJ | V | E | Î | GM  | GP | DG  | Pct | Calificare         |
| --- | ------------- | -- | - | - | - | --- | -- | --- | --- | ------------------ |
| 1   | Danemarca     | 3  | 3 | 0 | 0 | 103 | 57 | +46 | 6   | Grupele principale |
| 2   | Coreea de Sud | 3  | 2 | 0 | 1 | 91  | 87 | +4  | 4   | Grupele principale |
| 3   | Congo         | 3  | 1 | 0 | 2 | 74  | 94 | −20 | 2   | Grupele principale |
| 4   | Tunisia       | 3  | 0 | 0 | 3 | 69  | 99 | −30 | 0   | Cupa Președintelui |

| 2 decembrie 2021 18:00 | Coreea de Sud | 37 – 23 | Congo  | Palau d'Esports de Granollers, Granollers Asistență: 641 Arbitri: García, Paolantoni |
| 2 decembrie 2021 18:00 | Kim S. 6      | (22–11) | Nkou 5 | Palau d'Esports de Granollers, Granollers Asistență: 641 Arbitri: García, Paolantoni |
| 2 decembrie 2021 18:00 | 3× 1×         | Raport  | 3×     | Palau d'Esports de Granollers, Granollers Asistență: 641 Arbitri: García, Paolantoni |

| 2 decembrie 2021 20:30 | Danemarca  | 35 – 16 | Tunisia      | Palau d'Esports de Granollers, Granollers Asistență: 727 Arbitri: Sá, Sá |
| 2 decembrie 2021 20:30 | Heindahl 6 | (16–8)  | Boutheïna, 4 | Palau d'Esports de Granollers, Granollers Asistență: 727 Arbitri: Sá, Sá |
| 2 decembrie 2021 20:30 | 5×         | Raport  | 3×           | Palau d'Esports de Granollers, Granollers Asistență: 727 Arbitri: Sá, Sá |

| 4 decembrie 2021 18:00 | Coreea de Sud | 31 – 29 | Tunisia  | Palau d'Esports de Granollers, Granollers Asistență: 491 Arbitri: Stancu, Lovin |
| 4 decembrie 2021 18:00 | Ryu 7         | (14–14) | Rezgui 6 | Palau d'Esports de Granollers, Granollers Asistență: 491 Arbitri: Stancu, Lovin |
| 4 decembrie 2021 18:00 | 4×            | Raport  | 2×       | Palau d'Esports de Granollers, Granollers Asistență: 491 Arbitri: Stancu, Lovin |

| 4 decembrie 2021 20:30 | Congo      | 18 – 33 | Danemarca | Palau d'Esports de Granollers, Granollers Asistență: 611 Arbitri: Lončar, Lončar |
| 4 decembrie 2021 20:30 | Ngombele 5 | (7–18)  | Nolsøe 6  | Palau d'Esports de Granollers, Granollers Asistență: 611 Arbitri: Lončar, Lončar |
| 4 decembrie 2021 20:30 | 4×         | Raport  | 5×        | Palau d'Esports de Granollers, Granollers Asistență: 611 Arbitri: Lončar, Lončar |

| 6 decembrie 2021 18:00 | Tunisia   | 24 – 33 | Congo    | Palau d'Esports de Granollers, Granollers Asistență: 972 Arbitri: Covalciuc, Covalciuc |
| 6 decembrie 2021 18:00 | Hachana 7 | (9–18)  | Yimga 11 | Palau d'Esports de Granollers, Granollers Asistență: 972 Arbitri: Covalciuc, Covalciuc |
| 6 decembrie 2021 18:00 | 1× 2×     | Raport  | 5× 3×    | Palau d'Esports de Granollers, Granollers Asistență: 972 Arbitri: Covalciuc, Covalciuc |

| 6 decembrie 2021 20:30 | Danemarca | 35 – 23 | Coreea de Sud | Palau d'Esports de Granollers, Granollers Asistență: 1.502 Arbitri: Gasmi, Gasmi |
| 6 decembrie 2021 20:30 | Iversen 6 | (19–14) | Ryu 9         | Palau d'Esports de Granollers, Granollers Asistență: 1.502 Arbitri: Gasmi, Gasmi |
| 6 decembrie 2021 20:30 | 2×        | Raport  | 2×            | Palau d'Esports de Granollers, Granollers Asistență: 1.502 Arbitri: Gasmi, Gasmi |

### Grupa G
| Loc | Echipa   | MJ | V | E | Î | GM | GP  | DG  | Pct | Calificare         |
| --- | -------- | -- | - | - | - | -- | --- | --- | --- | ------------------ |
| 1   | Brazilia | 3  | 3 | 0 | 0 | 92 | 69  | +23 | 6   | Grupele principale |
| 2   | Japonia  | 3  | 2 | 0 | 1 | 93 | 72  | +21 | 4   | Grupele principale |
| 3   | Croația  | 3  | 1 | 0 | 2 | 89 | 74  | +15 | 2   | Grupele principale |
| 4   | Paraguay | 3  | 0 | 0 | 3 | 52 | 111 | −59 | 0   | Cupa Președintelui |

| 2 decembrie 2021 18:00 | Croația    | 25 – 30 | Brazilia   | Pabellón Ciutat de Castelló, Castelló Asistență: 700 Arbitri: El-Saied, El-Saied |
| 2 decembrie 2021 18:00 | Blažević 7 | (12–18) | De Paula 7 | Pabellón Ciutat de Castelló, Castelló Asistență: 700 Arbitri: El-Saied, El-Saied |
| 2 decembrie 2021 18:00 | 3× 1×      | Raport  | 3× 1×      | Pabellón Ciutat de Castelló, Castelló Asistență: 700 Arbitri: El-Saied, El-Saied |

| 2 decembrie 2021 20:30 | Japonia             | 40 – 17 | Paraguay           | Pabellón Ciutat de Castelló, Castelló Asistență: 400 Arbitri: Konjičanin, Konjičanin |
| 2 decembrie 2021 20:30 | Aizawa, Yoshidome 6 | (19–10) | Fernández, Fiore 4 | Pabellón Ciutat de Castelló, Castelló Asistență: 400 Arbitri: Konjičanin, Konjičanin |
| 2 decembrie 2021 20:30 | 6×                  | Raport  | 2×                 | Pabellón Ciutat de Castelló, Castelló Asistență: 400 Arbitri: Konjičanin, Konjičanin |

| 4 decembrie 2021 18:00 | Paraguay | 16 – 38 | Croația          | Pabellón Ciutat de Castelló, Castelló Asistență: 550 Arbitri: Erdoğan, Özdeniz |
| 4 decembrie 2021 18:00 | Acuña 5  | (5–15)  | Blažević, Turk 6 | Pabellón Ciutat de Castelló, Castelló Asistență: 550 Arbitri: Erdoğan, Özdeniz |
| 4 decembrie 2021 18:00 | 8×       | Raport  | 5× 1×            | Pabellón Ciutat de Castelló, Castelló Asistență: 550 Arbitri: Erdoğan, Özdeniz |

| 4 decembrie 2021 20:30 | Japonia                   | 25 – 29 | Brazilia  | Pabellón Ciutat de Castelló, Castelló Asistență: 890 Arbitri: Christiansen, Hansen |
| 4 decembrie 2021 20:30 | Aizawa, Ohyama, Hattori 4 | (15–12) | Cardoso 7 | Pabellón Ciutat de Castelló, Castelló Asistență: 890 Arbitri: Christiansen, Hansen |
| 4 decembrie 2021 20:30 | 5×                        | Raport  | 2× 1×     | Pabellón Ciutat de Castelló, Castelló Asistență: 890 Arbitri: Christiansen, Hansen |

| 6 decembrie 2021 18:00 | Brazilia   | 33 – 19 | Paraguay             | Pabellón Ciutat de Castelló, Castelló Asistență: 850 Arbitri: Koo, Lee |
| 6 decembrie 2021 18:00 | Quintino 6 | (20–7)  | Fernández, Mendoza 3 | Pabellón Ciutat de Castelló, Castelló Asistență: 850 Arbitri: Koo, Lee |
| 6 decembrie 2021 18:00 | 4× 1×      | Raport  | 1×                   | Pabellón Ciutat de Castelló, Castelló Asistență: 850 Arbitri: Koo, Lee |

| 6 decembrie 2021 20:30 | Croația  | 26 – 28 | Japonia    | Pabellón Ciutat de Castelló, Castelló Asistență: 1.100 Arbitri: Alpaidze, Berezkina |
| 6 decembrie 2021 20:30 | Kalaus 6 | (14–14) | Nakayama 9 | Pabellón Ciutat de Castelló, Castelló Asistență: 1.100 Arbitri: Alpaidze, Berezkina |
| 6 decembrie 2021 20:30 | 4× 1×    | Raport  | 7×         | Pabellón Ciutat de Castelló, Castelló Asistență: 1.100 Arbitri: Alpaidze, Berezkina |

### Grupa H
| Loc | Echipa     | MJ | V | E | Î | GM | GP  | DG  | Pct | Calificare         |
| --- | ---------- | -- | - | - | - | -- | --- | --- | --- | ------------------ |
| 1   | Spania (H) | 3  | 3 | 0 | 0 | 93 | 50  | +43 | 6   | Grupele principale |
| 2   | Argentina  | 3  | 2 | 0 | 1 | 80 | 82  | −2  | 4   | Grupele principale |
| 3   | Austria    | 3  | 1 | 0 | 2 | 86 | 89  | −3  | 2   | Grupele principale |
| 4   | China      | 3  | 0 | 0 | 3 | 69 | 107 | −38 | 0   | Cupa Președintelui |

| 1 decembrie 2021 20:30 | Spania           | 29 – 13 | Argentina        | Palacio de los Deportes, Torrevieja Asistență: 2.080 Arbitri: Alpaidze, Berezkina |
| 1 decembrie 2021 20:30 | Cabral, Campos 5 | (11–10) | Karsten, Urban 3 | Palacio de los Deportes, Torrevieja Asistență: 2.080 Arbitri: Alpaidze, Berezkina |
| 1 decembrie 2021 20:30 | 4× 2×            | Raport  | 5× 1×            | Palacio de los Deportes, Torrevieja Asistență: 2.080 Arbitri: Alpaidze, Berezkina |

| 2 decembrie 2021 18:00 | Austria  | 38 – 27 | China   | Palacio de los Deportes, Torrevieja Asistență: 250 Arbitri: Mitrović, Vešović |
| 2 decembrie 2021 18:00 | Pandza 9 | (22–13) | Zhang 8 | Palacio de los Deportes, Torrevieja Asistență: 250 Arbitri: Mitrović, Vešović |
| 2 decembrie 2021 18:00 | 4×       | Raport  | 9× 2×   | Palacio de los Deportes, Torrevieja Asistență: 250 Arbitri: Mitrović, Vešović |

| 4 decembrie 2021 18:00 | Austria   | 29 – 31 | Argentina  | Palacio de los Deportes, Torrevieja Asistență: 1.622 Arbitri: Krichen, Makhlouf |
| 4 decembrie 2021 18:00 | Pandza 10 | (14–18) | Karsten 11 | Palacio de los Deportes, Torrevieja Asistență: 1.622 Arbitri: Krichen, Makhlouf |
| 4 decembrie 2021 18:00 | 8× 1×     | Raport  | 4×         | Palacio de los Deportes, Torrevieja Asistență: 1.622 Arbitri: Krichen, Makhlouf |

| 4 decembrie 2021 20:30 | China  | 18 – 33 | Spania   | Palacio de los Deportes, Torrevieja Asistență: 2.619 Arbitri: Covalciuc, Covalciuc |
| 4 decembrie 2021 20:30 | Wang 3 | (7–16)  | Cabral 5 | Palacio de los Deportes, Torrevieja Asistență: 2.619 Arbitri: Covalciuc, Covalciuc |
| 4 decembrie 2021 20:30 | 5× 1×  | Raport  | 2× 1×    | Palacio de los Deportes, Torrevieja Asistență: 2.619 Arbitri: Covalciuc, Covalciuc |

| 6 decembrie 2021 18:00 | Argentina | 36 – 24 | China | Palacio de los Deportes, Torrevieja Asistență: 1.326 Arbitri: El-Saied, El-Saied |
| 6 decembrie 2021 18:00 | Karsten 8 | (17–9)  | Jin 8 | Palacio de los Deportes, Torrevieja Asistență: 1.326 Arbitri: El-Saied, El-Saied |
| 6 decembrie 2021 18:00 |           | Raport  | 6×    | Palacio de los Deportes, Torrevieja Asistență: 1.326 Arbitri: El-Saied, El-Saied |

| 6 decembrie 2021 20:30 | Spania   | 31 – 19 | Austria  | Palacio de los Deportes, Torrevieja Asistență: 3.000 Arbitri: Sekulić, Jovandić |
| 6 decembrie 2021 20:30 | Martín 9 | (14–6)  | Kovács 8 | Palacio de los Deportes, Torrevieja Asistență: 3.000 Arbitri: Sekulić, Jovandić |
| 6 decembrie 2021 20:30 | 2×       | Raport  | 3×       | Palacio de los Deportes, Torrevieja Asistență: 3.000 Arbitri: Sekulić, Jovandić |

## Cupa Președintelui

### Grupa I
| Loc | Echipa     | MJ | V | E | Î | GM  | GP  | DG  | Pct | Calificare                   |
| --- | ---------- | -- | - | - | - | --- | --- | --- | --- | ---------------------------- |
| 1   | Angola     | 3  | 3 | 0 | 0 | 128 | 43  | +85 | 6   | Meciul pentru locurile 25–26 |
| 2   | Camerun    | 3  | 2 | 0 | 1 | 98  | 75  | +23 | 4   | Meciul pentru locurile 27–28 |
| 3   | Uzbekistan | 3  | 1 | 0 | 2 | 71  | 126 | −55 | 2   | Meciul pentru locurile 29–30 |
| 4   | Iran       | 3  | 0 | 0 | 3 | 57  | 110 | −53 | 0   | Meciul pentru locurile 31–32 |

| 9 decembrie 2021 15:00 | Angola    | 35 – 24 | Camerun | Poliesportiu Pla de L'Arc, Llíria Asistență: 220 Arbitri: Stancu, Lovin |
| 9 decembrie 2021 15:00 | Kassoma 6 | (16–14) | Ekoh 6  | Poliesportiu Pla de L'Arc, Llíria Asistență: 220 Arbitri: Stancu, Lovin |
| 9 decembrie 2021 15:00 | 6× 2×     | Raport  | 2× 1×   | Poliesportiu Pla de L'Arc, Llíria Asistență: 220 Arbitri: Stancu, Lovin |

| 9 decembrie 2021 17:30 | Iran      | 32 – 37 | Uzbekistan     | Poliesportiu Pla de L'Arc, Llíria Asistență: 415 Arbitri: El-Saied, El-Saied |
| 9 decembrie 2021 17:30 | Ghasemi 9 | (18–20) | Hudoikulova 11 | Poliesportiu Pla de L'Arc, Llíria Asistență: 415 Arbitri: El-Saied, El-Saied |
| 9 decembrie 2021 17:30 | 3× 1×     | Raport  | 3× 1×          | Poliesportiu Pla de L'Arc, Llíria Asistență: 415 Arbitri: El-Saied, El-Saied |

| 11 decembrie 2021 15:00 | Angola    | 41 – 8 | Iran        | Poliesportiu Pla de L'Arc, Llíria Asistență: 285 Arbitri: Stancu, Lovin |
| 11 decembrie 2021 15:00 | Kassoma 8 | (24–4) | Kiyaniara 4 | Poliesportiu Pla de L'Arc, Llíria Asistență: 285 Arbitri: Stancu, Lovin |
| 11 decembrie 2021 15:00 | 3× 2×     | Raport | 1×          | Poliesportiu Pla de L'Arc, Llíria Asistență: 285 Arbitri: Stancu, Lovin |

| 11 decembrie 2021 17:30 | Camerun  | 42 – 23 | Uzbekistan  | Poliesportiu Pla de L'Arc, Llíria Asistență: 400 Arbitri: Sá, Sá |
| 11 decembrie 2021 17:30 | Ateba 14 | (19–6)  | Bahromova 6 | Poliesportiu Pla de L'Arc, Llíria Asistență: 400 Arbitri: Sá, Sá |
| 11 decembrie 2021 17:30 | 1×       | Raport  | 3×          | Poliesportiu Pla de L'Arc, Llíria Asistență: 400 Arbitri: Sá, Sá |

| 13 decembrie 2021 15:00 | Uzbekistan | 11 – 52 | Angola    | Poliesportiu Pla de L'Arc, Llíria Asistență: 50 Arbitri: Sá, Sá |
| 13 decembrie 2021 15:00 | Mirzaeva 3 | (5–30)  | Kassoma 8 | Poliesportiu Pla de L'Arc, Llíria Asistență: 50 Arbitri: Sá, Sá |
| 13 decembrie 2021 15:00 | 1×         | Raport  | 2× 1×     | Poliesportiu Pla de L'Arc, Llíria Asistență: 50 Arbitri: Sá, Sá |

| 13 decembrie 2021 17:30 | Camerun           | 32 – 17 | Iran        | Poliesportiu Pla de L'Arc, Llíria Asistență: 120 Arbitri: Erdoğan, Özdeniz |
| 13 decembrie 2021 17:30 | Cyrielle Ebanga 7 | (14–9)  | Kiyaniara 5 | Poliesportiu Pla de L'Arc, Llíria Asistență: 120 Arbitri: Erdoğan, Özdeniz |
| 13 decembrie 2021 17:30 | 1×                | Raport  | 1×          | Poliesportiu Pla de L'Arc, Llíria Asistență: 120 Arbitri: Erdoğan, Özdeniz |

### Grupa a II-a
| Loc | Echipa   | MJ | V | E | Î | GM | GP | DG  | Pct | Calificare                   |
| --- | -------- | -- | - | - | - | -- | -- | --- | --- | ---------------------------- |
| 1   | Slovacia | 3  | 3 | 0 | 0 | 74 | 54 | +20 | 6   | Meciul pentru locurile 25–26 |
| 2   | Tunisia  | 3  | 2 | 0 | 1 | 72 | 59 | +13 | 4   | Meciul pentru locurile 27–28 |
| 3   | Paraguay | 3  | 1 | 0 | 2 | 85 | 92 | −7  | 2   | Meciul pentru locurile 29–30 |
| 4   | China    | 3  | 0 | 0 | 3 | 24 | 50 | −26 | 0   | Meciul pentru locurile 31–32 |

1. ↑  China s-a retras după primul meci după ce o jucătoare a fost testată pozitiv cu COVID-19.[19]

| 8 decembrie 2021 15:00 | Slovacia   | 31 – 27 | Tunisia  | Poliesportiu Pla de L'Arc, Llíria Asistență: 320 Arbitri: Erdoğan, Özdeniz |
| 8 decembrie 2021 15:00 | Bíziková 9 | (17–14) | Rezgui 5 | Poliesportiu Pla de L'Arc, Llíria Asistență: 320 Arbitri: Erdoğan, Özdeniz |
| 8 decembrie 2021 15:00 | 3×         | Raport  | 2×       | Poliesportiu Pla de L'Arc, Llíria Asistență: 320 Arbitri: Erdoğan, Özdeniz |

| 8 decembrie 2021 17:30 | Paraguay  | 30 – 24 | China | Poliesportiu Pla de L'Arc, Llíria Asistență: 966 Arbitri: Sá, Sá |
| 8 decembrie 2021 17:30 | Mendoza 6 | (12–12) | Jin 9 | Poliesportiu Pla de L'Arc, Llíria Asistență: 966 Arbitri: Sá, Sá |
| 8 decembrie 2021 17:30 | 3× 1×     | Raport  | 7× 1× | Poliesportiu Pla de L'Arc, Llíria Asistență: 966 Arbitri: Sá, Sá |

| 10 decembrie 2021 15:00 | Slovacia | 33 – 27 | Paraguay       | Poliesportiu Pla de L'Arc, Llíria Asistență: 120 Arbitri: El-Saied, El-Saied |
| 10 decembrie 2021 15:00 | Lancz 9  | (16–15) | Acuña, Fiore 8 | Poliesportiu Pla de L'Arc, Llíria Asistență: 120 Arbitri: El-Saied, El-Saied |
| 10 decembrie 2021 15:00 | 2×       | Raport  | 4× 1×          | Poliesportiu Pla de L'Arc, Llíria Asistență: 120 Arbitri: El-Saied, El-Saied |

| 10 decembrie 2021 17:30 | Tunisia | 10 – 0 | China | Poliesportiu Pla de L'Arc, Llíria |
| 10 decembrie 2021 17:30 |         |        |       | Poliesportiu Pla de L'Arc, Llíria |
| 10 decembrie 2021 17:30 |         |        |       | Poliesportiu Pla de L'Arc, Llíria |

| 12 decembrie 2021 15:00 | China  | 0 – 10 | Slovacia | Poliesportiu Pla de L'Arc, Llíria |
| 12 decembrie 2021 15:00 | Raport |        |          | Poliesportiu Pla de L'Arc, Llíria |
| 12 decembrie 2021 15:00 |        |        |          | Poliesportiu Pla de L'Arc, Llíria |

| 12 decembrie 2021 17:30 | Tunisia   | 35 – 28 | Paraguay    | Poliesportiu Pla de L'Arc, Llíria Asistență: 823 Arbitri: Lovin, Stancu |
| 12 decembrie 2021 17:30 | Hachana 8 | (17–11) | Fernández 8 | Poliesportiu Pla de L'Arc, Llíria Asistență: 823 Arbitri: Lovin, Stancu |
| 12 decembrie 2021 17:30 | 4×        | Raport  | 3× 1×       | Poliesportiu Pla de L'Arc, Llíria Asistență: 823 Arbitri: Lovin, Stancu |

### Meciul pentru locurile 31–32
| 15 decembrie 2021 10:00 | Iran | 10 – 0 | China | Poliesportiu Pla de L'Arc, Llíria |
| 15 decembrie 2021 10:00 |      |        |       | Poliesportiu Pla de L'Arc, Llíria |
| 15 decembrie 2021 10:00 |      |        |       | Poliesportiu Pla de L'Arc, Llíria |

### Meciul pentru locurile 29–30
| 15 decembrie 2021 12:30 | Uzbekistan       | 33 – 39 | Paraguay | Poliesportiu Pla de L'Arc, Llíria Asistență: 450 Arbitri: El-Saied, El-Saied |
| 15 decembrie 2021 12:30 | Abdumannonova 11 | (19–19) | Fiore 10 | Poliesportiu Pla de L'Arc, Llíria Asistență: 450 Arbitri: El-Saied, El-Saied |
| 15 decembrie 2021 12:30 | 2×               | Raport  | 2×       | Poliesportiu Pla de L'Arc, Llíria Asistență: 450 Arbitri: El-Saied, El-Saied |

### Meciul pentru locurile 27–28
| 15 decembrie 2021 15:00 | Camerun  | 29 – 35 | Tunisia    | Poliesportiu Pla de L'Arc, Llíria Asistență: 500 Arbitri: Erdoğan, Özdeniz |
| 15 decembrie 2021 15:00 | Ebanga 9 | (15–20) | Hachana 10 | Poliesportiu Pla de L'Arc, Llíria Asistență: 500 Arbitri: Erdoğan, Özdeniz |
| 15 decembrie 2021 15:00 | 2× 1×    | Raport  | 3× 2×      | Poliesportiu Pla de L'Arc, Llíria Asistență: 500 Arbitri: Erdoğan, Özdeniz |

### Meciul pentru locurile 25–26
| 15 decembrie 2021 17:30 | Angola            | 23 – 21 | Slovacia   | Poliesportiu Pla de L'Arc, Llíria Asistență: 340 Arbitri: Koo, Lee |
| 15 decembrie 2021 17:30 | Guialo, Kassoma 6 | (11–9)  | Bíziková 7 | Poliesportiu Pla de L'Arc, Llíria Asistență: 340 Arbitri: Koo, Lee |
| 15 decembrie 2021 17:30 | 5× 1×             | Raport  | 4×         | Poliesportiu Pla de L'Arc, Llíria Asistență: 340 Arbitri: Koo, Lee |

## Grupele principale

### Grupa I
| Loc | Echipa                    | MJ | V | E | Î | GM  | GP  | DG  | Pct | Calificare           |
| --- | ------------------------- | -- | - | - | - | --- | --- | --- | --- | -------------------- |
| 1   | Franța                    | 5  | 5 | 0 | 0 | 134 | 100 | +34 | 10  | Sferturile de finală |
| 2   | Federația Rusă de Handbal | 5  | 3 | 1 | 1 | 143 | 129 | +14 | 7   | Sferturile de finală |
| 3   | Serbia                    | 5  | 3 | 0 | 2 | 124 | 125 | −1  | 6   |                      |
| 4   | Polonia                   | 5  | 2 | 0 | 3 | 120 | 131 | −11 | 4   |                      |
| 5   | Slovenia                  | 5  | 1 | 1 | 3 | 123 | 131 | −8  | 3   |                      |
| 6   | Muntenegru                | 5  | 0 | 0 | 5 | 115 | 143 | −28 | 0   |                      |

| 9 decembrie 2021 15:30 | Federația Rusă de Handbal | 26 – 26 | Slovenia | Palau d'Esports de Granollers, Granollers Asistență: 385 Arbitri: García, Paolantoni |
| 9 decembrie 2021 15:30 | Ilina 7                   | (14–15) | Stanko 7 | Palau d'Esports de Granollers, Granollers Asistență: 385 Arbitri: García, Paolantoni |
| 9 decembrie 2021 15:30 | 1×                        | Raport  | 6× 1×    | Palau d'Esports de Granollers, Granollers Asistență: 385 Arbitri: García, Paolantoni |

| 9 decembrie 2021 18:00 | Muntenegru  | 25 – 27 | Serbia      | Palau d'Esports de Granollers, Granollers Asistență: 810 Arbitri: Álvarez, Bustamante |
| 9 decembrie 2021 18:00 | Radičević 8 | (18–14) | Radojević 8 | Palau d'Esports de Granollers, Granollers Asistență: 810 Arbitri: Álvarez, Bustamante |
| 9 decembrie 2021 18:00 | 6×          | Raport  | 1×          | Palau d'Esports de Granollers, Granollers Asistență: 810 Arbitri: Álvarez, Bustamante |

| 9 decembrie 2021 20:30 | Franța  | 26 – 16 | Polonia                 | Palau d'Esports de Granollers, Granollers Asistență: 884 Arbitri: Lončar, Lončar |
| 9 decembrie 2021 20:30 | Foppa 5 | (14–9)  | Balsam, Nocuń, Roszak 3 | Palau d'Esports de Granollers, Granollers Asistență: 884 Arbitri: Lončar, Lončar |
| 9 decembrie 2021 20:30 | 1× 2×   | Raport  | 4×                      | Palau d'Esports de Granollers, Granollers Asistență: 884 Arbitri: Lončar, Lončar |

| 11 decembrie 2021 15:30 | Muntenegru           | 25 – 31 | Federația Rusă de Handbal | Palau d'Esports de Granollers, Granollers Asistență: 843 Arbitri: Erdoğan, Özdeniz |
| 11 decembrie 2021 15:30 | Brnović, Radičević 7 | (10–18) | Fomina, Skorobogatcenko 6 | Palau d'Esports de Granollers, Granollers Asistență: 843 Arbitri: Erdoğan, Özdeniz |
| 11 decembrie 2021 15:30 | 5× 2×                | Raport  | 5× 2×                     | Palau d'Esports de Granollers, Granollers Asistență: 843 Arbitri: Erdoğan, Özdeniz |

| 11 decembrie 2021 18:00 | Serbia      | 19 – 22 | Franța  | Palau d'Esports de Granollers, Granollers Asistență: 975 Arbitri: Álvarez, Bustamante |
| 11 decembrie 2021 18:00 | Radojević 5 | (12–9)  | Zaadi 6 | Palau d'Esports de Granollers, Granollers Asistență: 975 Arbitri: Álvarez, Bustamante |
| 11 decembrie 2021 18:00 | 2×          | Raport  | 5× 1×   | Palau d'Esports de Granollers, Granollers Asistență: 975 Arbitri: Álvarez, Bustamante |

| 11 decembrie 2021 20:30 | Slovenia | 26 – 27 | Polonia | Palau d'Esports de Granollers, Granollers Asistență: 902 Arbitri: Covalciuc, Covalciuc |
| 11 decembrie 2021 20:30 | Gros 8   | (13–12) | Nocuń 6 | Palau d'Esports de Granollers, Granollers Asistență: 902 Arbitri: Covalciuc, Covalciuc |
| 11 decembrie 2021 20:30 | 4×       | Raport  | 1×      | Palau d'Esports de Granollers, Granollers Asistență: 902 Arbitri: Covalciuc, Covalciuc |

| 13 decembrie 2021 15:30 | Polonia  | 33 – 28 | Muntenegru | Palau d'Esports de Granollers, Granollers Asistență: 320 Arbitri: García, Paolantoni |
| 13 decembrie 2021 15:30 | Rosiak 7 | (16–9)  | Brnović 6  | Palau d'Esports de Granollers, Granollers Asistență: 320 Arbitri: García, Paolantoni |
| 13 decembrie 2021 15:30 | 3× 1×    | Raport  | 2×         | Palau d'Esports de Granollers, Granollers Asistență: 320 Arbitri: García, Paolantoni |

| 13 decembrie 2021 18:00 | Serbia        | 31 – 25 | Slovenia  | Palau d'Esports de Granollers, Granollers Asistență: 1.180 Arbitri: Merz, Kuttler |
| 13 decembrie 2021 18:00 | Stoiljković 7 | (19–14) | Varagić 5 | Palau d'Esports de Granollers, Granollers Asistență: 1.180 Arbitri: Merz, Kuttler |
| 13 decembrie 2021 18:00 | 3× 2×         | Raport  | 5×        | Palau d'Esports de Granollers, Granollers Asistență: 1.180 Arbitri: Merz, Kuttler |

| 13 decembrie 2021 20:30 | Federația Rusă de Handbal | 28 – 33 | Franța          | Palau d'Esports de Granollers, Granollers Asistență: 2.620 Arbitri: Álvarez, Bustamante |
| 13 decembrie 2021 20:30 | Managarova 5              | (12–17) | Foppa, Pineau 5 | Palau d'Esports de Granollers, Granollers Asistență: 2.620 Arbitri: Álvarez, Bustamante |
| 13 decembrie 2021 20:30 | 2×                        | Raport  | 3× 1×           | Palau d'Esports de Granollers, Granollers Asistență: 2.620 Arbitri: Álvarez, Bustamante |

### Grupa a II-a
| Loc | Echipa        | MJ | V | E | Î | GM  | GP  | DG   | Pct | Calificare           |
| --- | ------------- | -- | - | - | - | --- | --- | ---- | --- | -------------------- |
| 1   | Norvegia      | 5  | 4 | 1 | 0 | 189 | 111 | +78  | 9   | Sferturile de finală |
| 2   | Suedia        | 5  | 3 | 2 | 0 | 198 | 121 | +77  | 8   | Sferturile de finală |
| 3   | Țările de Jos | 5  | 3 | 1 | 1 | 212 | 128 | +84  | 7   |                      |
| 4   | România       | 4  | 2 | 0 | 2 | 163 | 135 | +28  | 4   |                      |
| 5   | Puerto Rico   | 5  | 1 | 0 | 4 | 82  | 216 | −134 | 2   |                      |
| 6   | Kazahstan     | 5  | 0 | 0 | 5 | 97  | 230 | −133 | 0   |                      |

| 9 decembrie 2021 15:30 | Țările de Jos  | 31 – 30 | România         | Pabellón Ciutat de Castelló, Castellón Asistență: 450 Arbitri: Alpaidze, Berezkina |
| 9 decembrie 2021 15:30 | Van Wetering 6 | (17–14) | Laslo, Pintea 6 | Pabellón Ciutat de Castelló, Castellón Asistență: 450 Arbitri: Alpaidze, Berezkina |
| 9 decembrie 2021 15:30 | 2×             | Raport  | 3× 2×           | Pabellón Ciutat de Castelló, Castellón Asistență: 450 Arbitri: Alpaidze, Berezkina |

| 9 decembrie 2021 18:00 | Norvegia           | 43 – 7 | Puerto Rico                    | Pabellón Ciutat de Castelló, Castellón Asistență: 350 Arbitri: Erdoğan, Özdeniz |
| 9 decembrie 2021 18:00 | Solberg-Isaksen 10 | (21–3) | Ceballos, Hiraldo, Rodríguez 2 | Pabellón Ciutat de Castelló, Castellón Asistență: 350 Arbitri: Erdoğan, Özdeniz |
| 9 decembrie 2021 18:00 | 1×                 | Raport | 1×                             | Pabellón Ciutat de Castelló, Castellón Asistență: 350 Arbitri: Erdoğan, Özdeniz |

| 9 decembrie 2021 20:30 | Kazahstan     | 20 – 55 | Suedia    | Pabellón Ciutat de Castelló, Castellón Asistență: 290 Arbitri: Koo, Lee |
| 9 decembrie 2021 20:30 | Alexandrova 7 | (10–21) | Hagman 19 | Pabellón Ciutat de Castelló, Castellón Asistență: 290 Arbitri: Koo, Lee |
| 9 decembrie 2021 20:30 | 2×            | Raport  | 1×        | Pabellón Ciutat de Castelló, Castellón Asistență: 290 Arbitri: Koo, Lee |

| 11 decembrie 2021 15:30 | România         | 43 – 20 | Puerto Rico         | Pabellón Ciutat de Castelló, Castellón Asistență: 650 Arbitri: Mitrović, Vešović |
| 11 decembrie 2021 15:30 | Badea, Ostase 6 | (20–9)  | Ceballos, Fuentes 4 | Pabellón Ciutat de Castelló, Castellón Asistență: 650 Arbitri: Mitrović, Vešović |
| 11 decembrie 2021 15:30 | 2×              | Raport  | 3×                  | Pabellón Ciutat de Castelló, Castellón Asistență: 650 Arbitri: Mitrović, Vešović |

| 11 decembrie 2021 18:00 | Kazahstan     | 15 – 61 | Țările de Jos   | Pabellón Ciutat de Castelló, Castellón Asistență: 950 Arbitri: Koo, Lee |
| 11 decembrie 2021 18:00 | Alexandrova 5 | (9–27)  | Van Wetering 18 | Pabellón Ciutat de Castelló, Castellón Asistență: 950 Arbitri: Koo, Lee |
| 11 decembrie 2021 18:00 | 3× 1×         | Raport  |                 | Pabellón Ciutat de Castelló, Castellón Asistență: 950 Arbitri: Koo, Lee |

| 11 decembrie 2021 20:30 | Suedia   | 30 – 30 | Norvegia      | Pabellón Ciutat de Castelló, Castellón Asistență: 2.100 Arbitri: Kuttler, Merz |
| 11 decembrie 2021 20:30 | Hagman 9 | (12–14) | Kristiansen 7 | Pabellón Ciutat de Castelló, Castellón Asistență: 2.100 Arbitri: Kuttler, Merz |
| 11 decembrie 2021 20:30 | 4× 1×    | Raport  | 2×            | Pabellón Ciutat de Castelló, Castellón Asistență: 2.100 Arbitri: Kuttler, Merz |

| 13 decembrie 2021 15:30 | Puerto Rico | 30 – 27 | Kazahstan     | Pabellón Ciutat de Castelló, Castellón Asistență: 250 Arbitri: Koo, Lee |
| 13 decembrie 2021 15:30 | Ceballos 13 | (13–11) | Alexandrova 8 | Pabellón Ciutat de Castelló, Castellón Asistență: 250 Arbitri: Koo, Lee |
| 13 decembrie 2021 15:30 | 3×          | Raport  | 3×            | Pabellón Ciutat de Castelló, Castellón Asistență: 250 Arbitri: Koo, Lee |

| 13 decembrie 2021 18:00 | Suedia  | 34 – 30 | România | Pabellón Ciutat de Castelló, Castellón Asistență: 1.600 Arbitri: Mitrović, Vešović |
| 13 decembrie 2021 18:00 | Blohm 7 | (19–14) | Laslo 7 | Pabellón Ciutat de Castelló, Castellón Asistență: 1.600 Arbitri: Mitrović, Vešović |
| 13 decembrie 2021 18:00 | 1× 2×   | Raport  | 4× 2×   | Pabellón Ciutat de Castelló, Castellón Asistență: 1.600 Arbitri: Mitrović, Vešović |

| 13 decembrie 2021 20:30 | Țările de Jos | 34 – 37 | Norvegia  | Pabellón Ciutat de Castelló, Castellón Asistență: 2.500 Arbitri: Konjičanin, Konjičanin |
| 13 decembrie 2021 20:30 | Housheer 9    | (17–17) | Reistad 9 | Pabellón Ciutat de Castelló, Castellón Asistență: 2.500 Arbitri: Konjičanin, Konjičanin |
| 13 decembrie 2021 20:30 | 4×            | Raport  | 2× 3×     | Pabellón Ciutat de Castelló, Castellón Asistență: 2.500 Arbitri: Konjičanin, Konjičanin |

### Grupa a III-a
| Loc | Echipa        | MJ | V | E | Î | GM  | GP  | DG  | Pct | Calificare           |
| --- | ------------- | -- | - | - | - | --- | --- | --- | --- | -------------------- |
| 1   | Danemarca     | 5  | 5 | 0 | 0 | 159 | 90  | +69 | 10  | Sferturile de finală |
| 2   | Germania      | 5  | 4 | 0 | 1 | 138 | 123 | +15 | 8   | Sferturile de finală |
| 3   | Ungaria       | 5  | 3 | 0 | 2 | 140 | 134 | +6  | 6   |                      |
| 4   | Coreea de Sud | 5  | 2 | 0 | 3 | 148 | 156 | −8  | 4   |                      |
| 5   | Cehia         | 5  | 1 | 0 | 4 | 114 | 145 | −31 | 2   |                      |
| 6   | Congo         | 5  | 0 | 0 | 5 | 102 | 153 | −51 | 0   |                      |

| 8 decembrie 2021 15:30 | Cehia       | 26 – 32 | Coreea de Sud | Palau d'Esports de Granollers, Granollers Asistență: 542 Arbitri: Covalciuc, Covalciuc |
| 8 decembrie 2021 15:30 | Cholevová 6 | (13–20) | Kim J. 8      | Palau d'Esports de Granollers, Granollers Asistență: 542 Arbitri: Covalciuc, Covalciuc |
| 8 decembrie 2021 15:30 | 2×          | Raport  | 2× 1×         | Palau d'Esports de Granollers, Granollers Asistență: 542 Arbitri: Covalciuc, Covalciuc |

| 8 decembrie 2021 18:00 | Germania        | 29 – 18 | Congo        | Palau d'Esports de Granollers, Granollers Asistență: 1.558 Arbitri: Belkhiri, Hamidi |
| 8 decembrie 2021 18:00 | Stockschläder 6 | (15–7)  | Diagouraga 7 | Palau d'Esports de Granollers, Granollers Asistență: 1.558 Arbitri: Belkhiri, Hamidi |
| 8 decembrie 2021 18:00 | 5× 1×           | Raport  | 3× 1×        | Palau d'Esports de Granollers, Granollers Asistență: 1.558 Arbitri: Belkhiri, Hamidi |

| 8 decembrie 2021 20:30 | Danemarca   | 30 – 19 | Ungaria  | Palau d'Esports de Granollers, Granollers Asistență: 1.921 Arbitri: Lončar, Lončar |
| 8 decembrie 2021 20:30 | Jørgensen 6 | (15–11) | Kácsor 4 | Palau d'Esports de Granollers, Granollers Asistență: 1.921 Arbitri: Lončar, Lončar |
| 8 decembrie 2021 20:30 | 3×          | Raport  | 3× 1×    | Palau d'Esports de Granollers, Granollers Asistență: 1.921 Arbitri: Lončar, Lončar |

| 10 decembrie 2021 15:30 | Coreea de Sud | 28 – 37 | Germania          | Palau d'Esports de Granollers, Granollers Asistență: 438 Arbitri: García, Paolantoni |
| 10 decembrie 2021 15:30 | Lee M. 6      | (16–19) | Bölk, Grijseels 8 | Palau d'Esports de Granollers, Granollers Asistență: 438 Arbitri: García, Paolantoni |
| 10 decembrie 2021 15:30 | 4×            | Raport  | 6× 1×             | Palau d'Esports de Granollers, Granollers Asistență: 438 Arbitri: García, Paolantoni |

| 10 decembrie 2021 18:00 | Ungaria   | 30 – 22 | Congo      | Palau d'Esports de Granollers, Granollers Asistență: 583 Arbitri: Covalciuc, Covalciuc |
| 10 decembrie 2021 18:00 | Planéta 8 | (16–8)  | Ngombele 7 | Palau d'Esports de Granollers, Granollers Asistență: 583 Arbitri: Covalciuc, Covalciuc |
| 10 decembrie 2021 18:00 | 3×        | Raport  | 4× 1×      | Palau d'Esports de Granollers, Granollers Asistență: 583 Arbitri: Covalciuc, Covalciuc |

| 10 decembrie 2021 20:30 | Cehia      | 14 – 29 | Danemarca | Palau d'Esports de Granollers, Granollers Asistență: 1.019 Arbitri: Belkhiri, Hamidi |
| 10 decembrie 2021 20:30 | Kovářová 4 | (9–12)  | Friis 4   | Palau d'Esports de Granollers, Granollers Asistență: 1.019 Arbitri: Belkhiri, Hamidi |
| 10 decembrie 2021 20:30 | 4× 1×      | Raport  | 4×        | Palau d'Esports de Granollers, Granollers Asistență: 1.019 Arbitri: Belkhiri, Hamidi |

| 12 decembrie 2021 15:30 | Congo           | 21 – 24 | Cehia     | Palau d'Esports de Granollers, Granollers Asistență: 620 Arbitri: Lončar, Lončar |
| 12 decembrie 2021 15:30 | Divoko, Yimga 4 | (11–11) | Zachová 6 | Palau d'Esports de Granollers, Granollers Asistență: 620 Arbitri: Lončar, Lončar |
| 12 decembrie 2021 15:30 | 2× 1×           | Raport  | 5× 1×     | Palau d'Esports de Granollers, Granollers Asistență: 620 Arbitri: Lončar, Lončar |

| 12 decembrie 2021 18:00 | Coreea de Sud | 28 – 35 | Ungaria | Palau d'Esports de Granollers, Granollers Asistență: 1.019 Arbitri: Covalciuc, Covalciuc |
| 12 decembrie 2021 18:00 | Lee 6         | (15–18) | Háfra 8 | Palau d'Esports de Granollers, Granollers Asistență: 1.019 Arbitri: Covalciuc, Covalciuc |
| 12 decembrie 2021 18:00 | 4×            | Raport  | 3×      | Palau d'Esports de Granollers, Granollers Asistență: 1.019 Arbitri: Covalciuc, Covalciuc |

| 12 decembrie 2021 20:30 | Danemarca                      | 32 – 16 | Germania    | Palau d'Esports de Granollers, Granollers Asistență: 1.735 Arbitri: Paolantoni, García |
| 12 decembrie 2021 20:30 | Haugsted, Højlund, Jørgensen 5 | (13–8)  | Grijseels 5 | Palau d'Esports de Granollers, Granollers Asistență: 1.735 Arbitri: Paolantoni, García |
| 12 decembrie 2021 20:30 | 2× 1×                          | Raport  | 3× 2× 1×    | Palau d'Esports de Granollers, Granollers Asistență: 1.735 Arbitri: Paolantoni, García |

### Grupa a IV-a
| Loc | Echipa     | MJ | V | E | Î | GM  | GP  | DG  | Pct | Calificare           |
| --- | ---------- | -- | - | - | - | --- | --- | --- | --- | -------------------- |
| 1   | Spania (H) | 5  | 5 | 0 | 0 | 142 | 105 | +37 | 10  | Sferturile de finală |
| 2   | Brazilia   | 5  | 4 | 0 | 1 | 145 | 127 | +18 | 8   | Sferturile de finală |
| 3   | Japonia    | 5  | 3 | 0 | 2 | 142 | 140 | +2  | 6   |                      |
| 4   | Croația    | 5  | 1 | 0 | 4 | 125 | 134 | −9  | 2   |                      |
| 5   | Austria    | 5  | 1 | 0 | 4 | 136 | 155 | −19 | 2   |                      |
| 6   | Argentina  | 5  | 1 | 0 | 4 | 112 | 141 | −29 | 2   |                      |

| 8 decembrie 2021 15:30 | Croația   | 28 – 22 | Argentina       | Palacio de los Deportes, Torrevieja Asistență: 390 Arbitri: Christiansen, Hansen |
| 8 decembrie 2021 15:30 | Posavec 8 | (12–14) | Cavo, Mendoza 5 | Palacio de los Deportes, Torrevieja Asistență: 390 Arbitri: Christiansen, Hansen |
| 8 decembrie 2021 15:30 | 6× 2×     | Raport  | 2×              | Palacio de los Deportes, Torrevieja Asistență: 390 Arbitri: Christiansen, Hansen |

| 8 decembrie 2021 18:00 | Brazilia    | 38 – 31 | Austria           | Palacio de los Deportes, Torrevieja Asistență: 606 Arbitri: Gasmi, Gasmi |
| 8 decembrie 2021 18:00 | T. Araújo 6 | (15–15) | Ivancok, Kovács 8 | Palacio de los Deportes, Torrevieja Asistență: 606 Arbitri: Gasmi, Gasmi |
| 8 decembrie 2021 18:00 | 3× 1×       | Raport  | 5× 1×             | Palacio de los Deportes, Torrevieja Asistență: 606 Arbitri: Gasmi, Gasmi |

| 8 decembrie 2021 20:30 | Spania               | 28 – 26 | Japonia             | Palacio de los Deportes, Torrevieja Asistență: 2.000 Arbitri: Krichen, Makhlouf |
| 8 decembrie 2021 20:30 | Cabral, Etxeberria 5 | (15–15) | Aizawa, Matsumoto 7 | Palacio de los Deportes, Torrevieja Asistență: 2.000 Arbitri: Krichen, Makhlouf |
| 8 decembrie 2021 20:30 | 2× 1×                | Raport  | 3×                  | Palacio de los Deportes, Torrevieja Asistență: 2.000 Arbitri: Krichen, Makhlouf |

| 10 decembrie 2021 15:30 | Argentina | 19 – 24 | Brazilia  | Palacio de los Deportes, Torrevieja Asistență: 200 Arbitri: Konjičanin, Konjičanin |
| 10 decembrie 2021 15:30 | Karsten 5 | (10–13) | Matieli 9 | Palacio de los Deportes, Torrevieja Asistență: 200 Arbitri: Konjičanin, Konjičanin |
| 10 decembrie 2021 15:30 | 2×        | Raport  | 3× 1×     | Palacio de los Deportes, Torrevieja Asistență: 200 Arbitri: Konjičanin, Konjičanin |

| 10 decembrie 2021 18:00 | Japonia | 32 – 30 | Austria   | Palacio de los Deportes, Torrevieja Asistență: 450 Arbitri: Sekulić, Jovandić |
| 10 decembrie 2021 18:00 | Kondo 6 | (15–19) | Ivancok 8 | Palacio de los Deportes, Torrevieja Asistență: 450 Arbitri: Sekulić, Jovandić |
| 10 decembrie 2021 18:00 | 2× 1×   | Raport  | 2×        | Palacio de los Deportes, Torrevieja Asistență: 450 Arbitri: Sekulić, Jovandić |

| 10 decembrie 2021 20:30 | Croația    | 23 – 27 | Spania   | Palacio de los Deportes, Torrevieja Asistență: 2.200 Arbitri: Gasmi, Gasmi |
| 10 decembrie 2021 20:30 | Blažević 7 | (9–12)  | Cabral 6 | Palacio de los Deportes, Torrevieja Asistență: 2.200 Arbitri: Gasmi, Gasmi |
| 10 decembrie 2021 20:30 | 7× 2×      | Raport  | 3×       | Palacio de los Deportes, Torrevieja Asistență: 2.200 Arbitri: Gasmi, Gasmi |

| 12 decembrie 2021 15:30 | Argentina  | 27 – 31 | Japonia                     | Palacio de los Deportes, Torrevieja Asistență: 500 Arbitri: Christiansen, Hansen |
| 12 decembrie 2021 15:30 | Karsten 13 | (14–15) | Aizawa, Hattori, Nakayama 7 | Palacio de los Deportes, Torrevieja Asistență: 500 Arbitri: Christiansen, Hansen |
| 12 decembrie 2021 15:30 | 3× 1×      | Raport  | 4×                          | Palacio de los Deportes, Torrevieja Asistență: 500 Arbitri: Christiansen, Hansen |

| 12 decembrie 2021 18:00 | Austria  | 27 – 23 | Croația  | Palacio de los Deportes, Torrevieja Asistență: 850 Arbitri: Krichen, Makhlouf |
| 12 decembrie 2021 18:00 | Kovács 7 | (15–10) | Kalaus 6 | Palacio de los Deportes, Torrevieja Asistență: 850 Arbitri: Krichen, Makhlouf |
| 12 decembrie 2021 18:00 | 5× 1×    | Raport  | 3×       | Palacio de los Deportes, Torrevieja Asistență: 850 Arbitri: Krichen, Makhlouf |

| 12 decembrie 2021 20:30 | Spania   | 27 – 24 | Brazilia   | Palacio de los Deportes, Torrevieja Asistență: 3.000 Arbitri: Sekulić, Jovandić |
| 12 decembrie 2021 20:30 | Cabral 7 | (12–10) | Quintino 6 | Palacio de los Deportes, Torrevieja Asistență: 3.000 Arbitri: Sekulić, Jovandić |
| 12 decembrie 2021 20:30 | 3×       | Raport  | 3×         | Palacio de los Deportes, Torrevieja Asistență: 3.000 Arbitri: Sekulić, Jovandić |

## Fazele superioare
|  | Sferturile de finală      | Sferturile de finală |              |    | Semifinalele | Semifinalele |  |  | Finala | Finala |
|  |                           |                      |              |    |              |              |  |  |        |        |
|  | 15 decembrie              |                      |              |    |              |              |  |  |        |        |
|  |                           |                      |              |    |              |              |  |  |        |        |
|  | Franța                    | 31                   |              |    |              |              |  |  |        |        |
|  | Franța                    | 31                   | 17 decembrie |    |              |              |  |  |        |        |
|  | Suedia                    | 26                   |              |    |              |              |  |  |        |        |
|  | Suedia                    | 26                   | Franța       | 23 |              |              |  |  |        |        |
|  | 14 decembrie              |                      | Franța       | 23 |              |              |  |  |        |        |
|  |                           | Danemarca            | 22           |    |              |              |  |  |        |        |
|  | Danemarca                 | Danemarca            | 22           | 30 |              |              |  |  |        |        |
|  | Danemarca                 |                      | 19 decembrie | 30 |              |              |  |  |        |        |
|  | Brazilia                  | 25                   |              |    |              |              |  |  |        |        |
|  | Brazilia                  | 25                   | Franța       | 22 |              |              |  |  |        |        |
|  | 15 decembrie              |                      | Franța       | 22 |              |              |  |  |        |        |
|  |                           | Norvegia             | 29           |    |              |              |  |  |        |        |
|  | Norvegia                  | Norvegia             | 29           | 34 |              |              |  |  |        |        |
|  | Norvegia                  | 17 decembrie         |              | 34 |              |              |  |  |        |        |
|  | Federația Rusă de Handbal | 28                   |              |    |              |              |  |  |        |        |
|  | Federația Rusă de Handbal | 28                   | Norvegia     | 27 |              |              |  |  |        |        |
|  | 14 decembrie              |                      | Norvegia     | 27 |              |              |  |  |        |        |
|  |                           | Spania               | 21           |    | Finala mică  | Finala mică  |  |  |        |        |
|  | Spania                    | Spania               | 21           | 26 | Finala mică  | Finala mică  |  |  |        |        |
|  | Spania                    |                      | 19 decembrie | 26 |              |              |  |  |        |        |
|  | Germania                  | 21                   |              |    |              |              |  |  |        |        |
|  | Germania                  | 21                   | Danemarca    | 35 |              |              |  |  |        |        |
|  |                           |                      |              |    |              |              |  |  |        |        |
|  | Spania                    | 28                   |              |    |              |              |  |  |        |        |
|  | Spania                    | 28                   |              |    |              |              |  |  |        |        |

### Sferturile de finală
| 14 decembrie 2021 17:30 | Danemarca | 30 – 25 | Brazilia   | Palau d'Esports de Granollers, Granollers Asistență: 1.220 Arbitri: Sekulić, Jovandić |
| 14 decembrie 2021 17:30 | Nolsøe 6  | (14–13) | Cardoso 10 | Palau d'Esports de Granollers, Granollers Asistență: 1.220 Arbitri: Sekulić, Jovandić |
| 14 decembrie 2021 17:30 | 5× 1×     | Raport  | 4× 1×      | Palau d'Esports de Granollers, Granollers Asistență: 1.220 Arbitri: Sekulić, Jovandić |

| 14 decembrie 2021 20:30 | Spania   | 26 – 21 | Germania  | Palau d'Esports de Granollers, Granollers Asistență: 2.565 Arbitri: Christiansen, Hansen |
| 14 decembrie 2021 20:30 | Campos 7 | (14–10) | Maidhof 6 | Palau d'Esports de Granollers, Granollers Asistență: 2.565 Arbitri: Christiansen, Hansen |
| 14 decembrie 2021 20:30 | 1× 2×    | Raport  | 3× 1×     | Palau d'Esports de Granollers, Granollers Asistență: 2.565 Arbitri: Christiansen, Hansen |

| 15 decembrie 2021 17:30 | Norvegia | 34 – 28 | Federația Rusă de Handbal  | Palau d'Esports de Granollers, Granollers Asistență: 870 Arbitri: Kuttler, Merz |
| 15 decembrie 2021 17:30 | Mørk 9   | (19–15) | Markova, Skorobogatcenko 4 | Palau d'Esports de Granollers, Granollers Asistență: 870 Arbitri: Kuttler, Merz |
| 15 decembrie 2021 17:30 | 2× 1×    | Raport  | 3× 1×                      | Palau d'Esports de Granollers, Granollers Asistență: 870 Arbitri: Kuttler, Merz |

| 15 decembrie 2021 20:30 | Franța                         | 31 – 26 | Suedia   | Palau d'Esports de Granollers, Granollers Asistență: 1.226 Arbitri: Alpaidze, Berezkina |
| 15 decembrie 2021 20:30 | Flippes, Lassource, Toublanc 6 | (15–15) | Hagman 9 | Palau d'Esports de Granollers, Granollers Asistență: 1.226 Arbitri: Alpaidze, Berezkina |
| 15 decembrie 2021 20:30 | 3×                             | Raport  | 2×       | Palau d'Esports de Granollers, Granollers Asistență: 1.226 Arbitri: Alpaidze, Berezkina |

### Semifinalele
| 17 decembrie 2021 17:30 | Franța  | 23 – 22 | Danemarca  | Palau d'Esports de Granollers, Granollers Asistență: 3.150 Arbitri: Álvarez, Bustamante |
| 17 decembrie 2021 17:30 | Foppa 4 | (10–12) | Haugsted 5 | Palau d'Esports de Granollers, Granollers Asistență: 3.150 Arbitri: Álvarez, Bustamante |
| 17 decembrie 2021 17:30 | 1× 2×   | Raport  | 4× 2×      | Palau d'Esports de Granollers, Granollers Asistență: 3.150 Arbitri: Álvarez, Bustamante |

| 17 decembrie 2021 20:30 | Norvegia | 27 – 21 | Spania   | Palau d'Esports de Granollers, Granollers Asistență: 3.150 Arbitri: Merz, Kuttler |
| 17 decembrie 2021 20:30 | Mørk 8   | (11–11) | Cabral 5 | Palau d'Esports de Granollers, Granollers Asistență: 3.150 Arbitri: Merz, Kuttler |
| 17 decembrie 2021 20:30 | 3×       | Raport  | 2× 3×    | Palau d'Esports de Granollers, Granollers Asistență: 3.150 Arbitri: Merz, Kuttler |

### Finala mică
| 19 decembrie 2021 14:30 | Danemarca  | 35 – 28 | Spania   | Palau d'Esports de Granollers, Granollers Asistență: 3.969 Arbitri: Konjičanin, Konjičanin |
| 19 decembrie 2021 14:30 | Burgaard 7 | (16–13) | Martín 6 | Palau d'Esports de Granollers, Granollers Asistență: 3.969 Arbitri: Konjičanin, Konjičanin |
| 19 decembrie 2021 14:30 | 3× 1×      | Raport  | 4× 1×    | Palau d'Esports de Granollers, Granollers Asistență: 3.969 Arbitri: Konjičanin, Konjičanin |

### Finala
| 19 decembrie 2021 17:30 | Franța   | 22 – 29 | Norvegia  | Palau d'Esports de Granollers, Granollers Asistență: 4.316 Arbitri: Alpaidze, Berezkina |
| 19 decembrie 2021 17:30 | Pineau 4 | (16–12) | Reistad 6 | Palau d'Esports de Granollers, Granollers Asistență: 4.316 Arbitri: Alpaidze, Berezkina |
| 19 decembrie 2021 17:30 | 4× 1×    | Raport  | 3× 2×     | Palau d'Esports de Granollers, Granollers Asistență: 4.316 Arbitri: Alpaidze, Berezkina |

## Clasament final
Locurile 1–4 și 25–32 au fost decise în urma unui play-off și a unor meciuri eliminatorii. Învinsele sferturilor de finală s-au clasat pe locurile 5–8, conform locului obținut în grupele principale, punctelor câștigate și golaverajului. Echipele situate pe locurile 3 în grupele principale s-au clasat pe locurile 9–12 în clasamentul final, cele situate pe locurile 4 în grupele principale s-au clasat pe locurile 13–16 în clasamentul final, cele situate pe locurile 5 în grupele principale s-au clasat pe locurile 17–20, iar echipele situate pe locurile 6 în grupele principale s-au clasat pe locurile 21–24 în clasamentul final. În cazurile de egalitate la puncte a fost luat în considerare golaverajul din grupele principale, apoi numărul de goluri înscrise. 
|  | Calificată la Campionatul Mondial din 2023 |

| Loc | Echipă                    |
| --- | ------------------------- |
| 1   | Norvegia                  |
| 2   | Franța                    |
| 3   | Danemarca                 |
| 4   | Spania                    |
| 5   | Suedia                    |
| 6   | Brazilia                  |
| 7   | Germania                  |
| 8   | Federația Rusă de Handbal |
| 9   | Țările de Jos             |
| 10  | Ungaria                   |
| 11  | Japonia                   |
| 12  | Serbia                    |
| 13  | România                   |
| 14  | Coreea de Sud             |
| 15  | Polonia                   |
| 16  | Austria                   |
| 17  | Slovenia                  |
| 18  | Croația                   |
| 19  | Cehia                     |
| 20  | Puerto Rico               |
| 21  | Argentina                 |
| 22  | Muntenegru                |
| 23  | Congo                     |
| 24  | Kazahstan                 |
| 25  | Angola                    |
| 26  | Slovacia                  |
| 27  | Tunisia                   |
| 28  | Camerun                   |
| 29  | Paraguay                  |
| 30  | Uzbekistan                |
| 31  | Iran                      |
| 32  | China                     |

| Campionatul Mondial de Handbal Feminin din 2021 · Norvegia · Al patrulea titlu Echipa: Henny Reistad, Emilie Hegh Arntzen, Veronica Kristiansen, Nora Mørk, Stine Bredal Oftedal, Malin Aune, Silje Solberg, Kari Brattset Dale, Vilde Ingstad, Katrine Lunde, Moa Högdahl, Marit Røsberg Jacobsen, Camilla Herrem, Sanna Solberg-Isaksen, Kristine Breistøl, Emilie Hovden, Rikke Granlund, Maren Nyland Aardahl. · Antrenor principal: Thorir Hergeirsson. |

| Post                         | Handbalistă              |
| ---------------------------- | ------------------------ |
| Jucătoarea competiției (MVP) | Kari Brattset Dale (NOR) |
| Portar                       | Sandra Toft (DEN)        |
| Extremă dreapta              | Carmen Martín (SPA)      |
| Inter dreapta                | Nora Mørk (NOR)          |
| Centru                       | Grâce Zaadi Deuna (FRA)  |
| Inter stânga                 | Henny Reistad (NOR)      |
| Extremă stânga               | Coralie Lassource (FRA)  |
| Pivot                        | Pauletta Foppa (FRA)     |

| Poz. | Nume               | Goluri | Șuturi | %  | Meciuri |
| ---- | ------------------ | ------ | ------ | -- | ------- |
| 1    | Nathalie Hagman    | 71     | 91     | 78 | 7       |
| 2    | Alexandrina Cabral | 44     | 81     | 54 | 9       |
| 3    | Irina Alexandrova  | 43     | 87     | 49 | 6       |
| 3    | Elke Karsten       | 43     | 73     | 59 | 6       |
| 3    | Patricia Kovács    | 43     | 74     | 58 | 6       |
| 3    | Nora Mørk          | 43     | 62     | 69 | 9       |
| 7    | Cyrielle Ebanga    | 41     | 79     | 52 | 7       |
| 7    | Jovanka Radičević  | 41     | 56     | 73 | 6       |
| 9    | Bo van Wetering    | 40     | 50     | 80 | 6       |
| 10   | Kari Brattset Dale | 38     | 46     | 83 | 9       |
| 10   | Albertina Kassoma  | 38     | 42     | 90 | 7       |
| 10   | Henny Reistad      | 38     | 60     | 63 | 9       |

| Poz. | Nume                 | %  | Parade | Șuturi | Meciuri |
| ---- | -------------------- | -- | ------ | ------ | ------- |
| 1    | Althea Reinhardt     | 50 | 71     | 141    | 9       |
| 2    | Yara ten Holte       | 44 | 24     | 54     | 6       |
| 3    | Sandra Toft          | 43 | 80     | 188    | 9       |
| 4    | Kristina Graovac     | 40 | 26     | 65     | 6       |
| 4    | Tess Wester          | 40 | 72     | 181    | 6       |
| 6    | Marta Alberto        | 37 | 43     | 115    | 7       |
| 7    | Johanna Bundsen      | 36 | 20     | 56     | 6       |
| 7    | Mercedes Castellanos | 36 | 50     | 137    | 9       |
| 7    | Silvia Navarro       | 36 | 64     | 179    | 9       |
| 7    | Viktória Oguntoye    | 36 | 38     | 107    | 6       |
| 7    | Silje Solberg        | 36 | 45     | 124    | 8       |